# Ancienne église d'Hyvinkää
L'ancienne église d'Hyvinkää (en finnois : Hyvinkään vanha kirkko) est une église luthérienne située à Hyvinkää,.

## Histoire
L'église en bois est construite en 1896. 
Elle est conçue par Yrjö Sadenius. 
Une paroisse indépendante est fondée en 1905 mais elle ne sera active qu'en 1917.
Le bâtiment est transformé et agrandi en 1916 par Elias Paalanen puis en 1923 par Heikki Siikonen.